# Spannungsabhängiger Farbstoff
Ein spannungsabhängiger Farbstoff (auch potentiometrischer Farbstoff, spannungssensitiver Farbstoff) ist ein Farbstoff, der bei Anlegen einer Spannung seine Farbe ändert.

## Eigenschaften
Spannungsabhängige Farbstoffe werden unter anderem in der Elektrophysiologie und Neurobiologie verwendet, um Änderungen im Membranpotential wie Aktionspotentiale mikroskopisch verfolgen zu können, z. B. in Neuronen und Myozyten. Dabei zeigt sich der Ursprung, die Richtung und die Ausbreitungsgeschwindigkeit des Aktionspotentials. Die Änderung der Farbe zeigt sich bei einer Spannungsänderung durch eine Änderung des Extinktionskoeffizienten oder durch eine Verschiebung des Maximums im Absorptionsspektrum bzw. bei Fluoreszenzfarbstoffen durch eine Verschiebung des Maximums im Emissionsspektrum. Der genaue Mechanismus der Farbänderung bzw. -zunahme der verschiedenen Farbstofftypen ist noch unbekannt. Bei spannungsabhängigen Merocyaninfarbstoffen erfolgt keine Verschiebung der Wellenlänge, sondern nur eine Fluoreszenzzunahme. Daher wurden verschiedene Mechanismen diskutiert, z. B. die Dislokation des Farbstoffs zwischen Membran und wässriger Umgebung, eine Änderung der Dielektrizität der umgebenden Biomembran oder Dimerisierungen und deren Dissoziation. Dagegen erfolgt bei ANEP-Farbstoffen eine Verschiebung der spektralen Maxima.
Der Farbumschlag kann durch eine Abnahme des Extinktionskoeffizienten bei der ursprünglichen Wellenlänge oder durch Zunahme des Extinktionskoeffizienten bei der Wellenlänge der veränderten Farbe verfolgt werden. Da spannungsabhängige Farbstoffe im Vergleich zu Elektroden weniger präzise in der Bestimmung der Spannungsänderung sind, werden sie meist dort eingesetzt, wo keine Elektroden eingeführt werden können, z. B. in Mitochondrien. Alternativ werden spannungsabhängige Reporterproteine verwendet, z. B. VSFP oder PROPS.
Im Vergleich zu Elektroden können viele Neuronen parallel beobachtet werden, einschließlich Richtung und Geschwindigkeit der Potentiale. Der Vorgang ist teilweise reversibel, die Zellen können nach der Beobachtung mit Kulturmedium gespült werden, um den Farbstoff zu entfernen. Die Reproduzierbarkeit, das Signal-Rausch-Verhältnis und die Sensitivität sind vergleichsweise geringer. Die Diffusion durch Bindegewebe ist geringer als durch andere Gewebe. Farbstoffe können unerwünschte pharmakologische Wirkungen haben, z. B. eine Steigerung der Photosensibilität. Serumbestandteile im Kulturmedium können die Fluoreszenz mindern, weshalb meistens in einem isotonischen Puffer gefärbt wird.

## Typen

Merocyanin 540
DiBAC4
ANNINE-6
ANNINE-6plus
DI-4-ANEPPS
DI-8-ANEPPS
RH237

Slow-response probes (zu deutsch ‚langsamreagierende Sonden‘) ändern ihren Verteilungskoeffizienten nach Spannungsänderung und lagern sich dann erst in die Zellmembran ein, z. B. manche kationischen Cyanine (z. B. Merocyanin 540), Rhodamine, und ionischen Oxonole (z. B. DiBAC4).
Fast-response probes (zu deutsch ‚schnellreagierende Sonden‘) sind meist amphiphile Farbstoffe mit aliphatischen Seitenketten, die sich in die Zellmembran einlagern und einem hydrophilen Rest mit dem Fluorophor, z. B. ANNINE-6, ANNINE-6plus. Spannungsabhängige Farbstoffe sind oftmals Aminonaphthylethenylpyridinfarbstoffe, z. B. di-4-ANEPPS (1-(3-Sulfonatopropyl)-4-[β-[2-(di-n-butylamino)-6-naphthyl]vinyl]pyridiniumbetain), di-8-ANEPPS und RH237.

## Geschichte
Der spannungsabhängige Farbstoff Merocyanin 540 wurde erstmals 1976 von Guy Salama und Martin Morad veröffentlicht. Die ANEP-Farbstoffe wurden ab 1985 von der Arbeitsgruppe um Leslie Loew beschrieben.